# 3,3-dimetilheptano
El 3,3-dimetilheptano es un alcano de cadena ramificada con fórmula molecular C9H20.